# カートゥーン ネットワーク
カートゥーン ネットワーク（CARTOON NETWORK）は、アメリカを本拠地に世界展開を行っているワーナー・ブラザース・ディスカバリー・グローバル・リニア・ネットワークス傘下のアニメ専門チャンネルである。カートゥーン ネットワーク・スタジオで制作されたカートゥーン ネットワーク オリジナルアニメも放送している。

## 概要
日本では伊藤忠商事との合弁によって設立された衛星一般放送事業者の株式会社ジャパン・エンターテイメント・ネットワーク（2013年4月1日より、ターナージャパン株式会社に社名変更）により運営が行われている（2011年現在ターナーの100%出資）。
1997年9月1日より、パーフェクTV!（後の・スカパー!プレミアムサービス（標準画質））とディレクTV、J:COM系ケーブルテレビ局の一部にて放送を開始。2002年7月1日には、スカイパーフェクTV!2（現・スカパー!（東経110度CS放送））（衛星基幹放送事業者はスカパー・エンターテイメント）、2009年10月1日にはスカパー!HD（現・スカパー!プレミアムサービス）（ハイビジョン放送の衛星一般放送事業者はスカパー・ブロードキャスティング → スカパー・エンターテイメント）でも放送を開始した。このほかJCNなど他事業者系列のCATVやひかりTVなどのIP放送でも視聴可能である。
開局当時、アニメを放送するチャンネルとしては既にキッズステーション、ファミリー劇場、チャンネルNECOなどが存在していたが、いずれもテレビドラマや時代劇、幼児向け教育番組などとの混合編成をとっていたため24時間アニメのみを放送するチャンネルはカートゥーン ネットワークが初であった。
初期（日本放映以前の短編シリーズ）のトムとジェリーやルーニー・テューンズのようなセリフを必要としない作品（いわゆるサイレント映画）や、日本制作作品を除いて原則として吹き替え2か国語放送が行われており、英語教育用の教材としての使用も可能である。
ストリーミングに関してもYouTube上で各国のカートゥーン ネットワーク支部がそれぞれ無料で配信を行っている場合があるが、米国本土の「Cartoon Network」チャンネルは動画は見れてもチャンネルの概要・プロフィールを閲覧することができない。

### 沿革
2001年には米カートゥーン ネットワーク・スタジオ（旧・ハンナ・バーベラ・プロダクション）制作の新作アニメであるパワーパフガールズを、日本の地上波TVアニメ番組として供給（テレビ東京、NASと共同制作）を行い、自局外での番組制作に進出。
2005年8月31日、スカパー!110でのチャンネル番号をCh.203からCh.331に変更。
2006年1月1日午前0時00分より、ロゴデザインの変更（後述）や公式サイトなどステーションフォーマットの大規模なリニューアルを行った。新たに「CN」のシンボルマークも採用された。テキストロゴでは「CARTOON NETWORK」または「カートゥーン ネットワーク」も表記されることになった。また、2009年7月より横浜・八景島シーパラダイスとタイアップを実施し、同施設のアトラクションにカートゥーン ネットワークで放送されている海外アニメキャラクターが描かれたり、同局のモバイルサイトなどと連携した懸賞企画などが実施される（2011年7月中旬で終了）など、日本法人独自の運営が行われている。
2011年10月1日からは、アメリカ本国と同じロゴマークに変更し公式サイトもリニューアルし、初代ロゴが6年ぶりに復活した。さらに、ロゴのフォントは初代・2代目ロゴで採用していた「Eagle Bold」から「CN 2012」に変更した。リニューアルに先立ち、スカパー!、スカパー!e2等で宣伝するチャンネルプロモでは新ロゴでラインナップを紹介中。また、スカパー!HDも1日からひかりTVと同じ「カートゥーン ネットワークHD」に名称を変更。
2012年6月18日にスカパー!e2（現・スカパー!）にて、16:9（1.78:1）の画角情報を付加し、フルサイズのSD放送を開始した。
2014年4月1日にJ:COMにて、ハイビジョン放送を開始した。
2014年5月31日にスカパー!プレミアムサービス（標準画質）にてSD放送を終了したが、スカパー!（東経110度CS放送）のSD放送は引き続き継続放送されている。
2014年12月1日にJ:COMのケーブル多チャンネルサービス「J:COM TV スタンダード」加入者向けに、見放題VOD（ビデオオンデマンド）パック「カートゥーン ネットワーク オンデマンド」を提供開始され、同年12月にカートゥーン ネットワークのプレスリリースが廃止された。
2015年6月1日にチャンネルの正式名称が「カートゥーン ネットワーク」から「海外アニメ！カートゥーン ネットワーク」に変更された。
2016年11月1日14時より、J:COMオンデマンドによる「海外アニメ！カートゥーン ネットワーク HD」は、J:COM TV スタンダードプラス/スタンダードの加入者向けに追加料金なしで視聴を可能な「チャンネル!オンデマンド」の提供を開始した。
2016年12月1日、スカパー!プレミアムサービスの衛星一般放送事業者が、「スカパー・ブロードキャスティング」からスカパー!の衛星基幹放送事業者と同じ「スカパー・エンターテイメント」に変更。
2018年8月28日にスカパー!の多チャンネルによるHD化に伴い、物理チャンネル変更（ND22→ND6、12.961GHz→12.371GHz）されていたが、画質は標準画質のままである。
長年日本におけるカートゥーン ネットワークの公式ウェブサイトで使用された1992年版の初代ロゴは、2021年2月より廃止された。
2022年1月1日以降のバンパーやタイトルテロップは、「Dimensional」から「Redraw Your World（えがこう！キミだけの世界）」に一新され、同年1月31日より、日本におけるカートゥーン ネットワークの公式ウェブサイトは、2012年末ごろから長い間使われた「CHECK it 1.0」から「Redraw Your World（えがこう！キミだけの世界）」にリニューアルした。放送のバンパーは同時期に「CHECK it 1.0」に入れ替えた後、2016年ごろに「CHECK it 4.0」になり、「Dimensional」を経由した後、2022年に同様に「Redraw Your World」へと変更されている。
2022年7月1日にチャンネルの正式名称が「海外アニメ！カートゥーン ネットワーク」から「カートゥーン ネットワーク 海外アニメ国内アニメ」に変更された。
2023年6月以降、2003年より発行を続けていた月間番組表が廃止され、純粋なexcel方式のデザインでのみ配布されるようになった。ただし、一ヶ月後の番組を公式サイト上で見ることは引き続き可能である。
2023年8月1日、日本におけるワーナー・ブラザース・ディスカバリー傘下の放送事業者並びにJCOM傘下の放送事業者再編に伴い、運営（番組供給）事業者がディスカバリー・ジャパンに移管された。
2024年8月9日、米国のカートゥーン ネットワークのホームページの一部項目が削除される。さらに、ビデオなどが視聴できるcartoonnetworkhq.comも2025年時点でリダイレクトurlに変更され、こちらも役割を終える。2024年9月10日には日本のcartoonnetwork.jpも削除されることが判明し、ディスカバリー・ジャパンの日本向けHPにリンクされる形となった。これにより、同ホームページ内にある「お問い合わせフォーム」及びお客様向けにご案内していたお問い合わせメール「cnjpinfo@cartoonnetwork.jp」の運⽤を終了し、同チャンネルの「番組基準」も公表しなくなった。現在カートゥーン ネットワークの公式サイトに接続することができるのは、カナダとヨーロッパの地域となる。
2024年9月19日、既にワーナー・ブラザース・ディスカバリーとの間でパートナーシップ契約を締結し、HBO並びにHBO Max作品を独占配信してきたU-NEXTは同日付で新たなパートナーシップ契約を締結し、Maxの作品を同月25日から独占配信することを発表した。配信作品の中にはカートゥーン ネットワークも含まれているため、U-NEXTを経由する形でカートゥーン ネットワークの作品が配信されることになった。

### 番組内容と傾向
番組内容はハンナ・バーベラ・プロダクション、メトロ・ゴールドウィン・メイヤースタジオ、ルーニー・テューンズといった、ターナー・プロダクションが保有するアニメ作品と、近年のバットマンシリーズといったワーナー・ブラザース・アニメーションの作品（1996年にターナー・ブロードキャスティング・システムがワーナーに買収され、同一資本下）を中心とした欧米のアニメ（カートゥーン）がほとんどで、日本の多くの視聴者には海外アニメ専門チャンネルとして認識されている。なお「トムとジェリー」や「チキチキマシン猛レース」など日本で1960年代に地上波放送された際に製作された日本版オリジナルの主題歌は省略（存在しないとみなされる）されている。
開局から1年半の間は日本のテレビアニメ（主にエイケン、キティ・フィルム、スタジオぴえろ、NAS、葦プロダクションの制作・著作作品）が多く放送され、放送時間やタイトル数では外国アニメを上回っていた。
しかし1999年4月より日本作品の放送を平日6作品に留め、番組編成を外国作品中心に変更している。この頃からは1950年代後半から1960年代までにハンナ・バーベラ・プロダクションが制作し、かつ日本の地上波テレビ局で放送され、かつ放送当時の日本語吹き替え音声も現存する作品が中心（実際に日本の地上波で直接放送されたものは白黒にダウンコンバートされた映像がほとんどのため、その放送内容はターナーが直接保有するカラー映像に放送当時の吹き替え音声を充てたもの）のため、今となってはほとんど見られなくなった海外アニメが多く放送されていることから、海外アニメの愛好者や、子供時代に海外アニメを見て育った世代には特に人気がある。2003年以降には番組のほぼ全てが外国作品で占められるようになった。近年では韓国やフランス、カナダなどのアニメもしばし取り入れたりしている。
2004年での日本作品の放送は2番組のみで、積極的に日本のテレビアニメを放送している他国のカートゥーン ネットワークとは逆の経緯をたどっていたが、2005年から主にタツノコプロや手塚治虫原作のアニメを中心に再び増加の傾向にあり、2011年時点で7番組の日本アニメが放送されている（→後述）。
海外アニメを中心に扱うため、イースター・ハロウィン・クリスマス等の西洋の年中行事が行われる時期には、時間帯に関係なくテーマに沿った作品内容やアニメーション映画が放送される。

#### コマーシャル
番組の合間には一般的な企業CMの他、5分程度のショートアニメやミニ番組、アニメに関連するミュージッククリップ、各番組ごとに独自制作された番組宣伝CM（独自の10秒CMが比較的多い）、アイキャッチが挿入される。番組宣伝CMはただ単に放送時間を紹介するのみでなく、映画の予告編のような雰囲気を出したり、作品中の場面を編集とナレーションによってストーリーを持たせるなど視聴者の興味を引くように作られている。
自局（ターナー・プロダクション）保有のキャラクターを起用した企画として、1997年後半 - 1998年前半にかけて三菱自動車工業とタイアップし、同社の自動車とCMへの出演を景品とした懸賞を行った後、当選者の一家がアニメキャラクターに扮し自動車でピクニックに出かけるという筋書きの短編アニメを制作してCMとして放送したこともある。これとは別段で同時期に、ターナー・プロダクション系作品のキャラクターがパジェロなど同社乗用車の地上波TV向けCMに起用されている（チキチキマシン猛レース、トムとジェリーなど）。余談ではあるが、同時期（1998年10月 - 1999年9月）に「原始家族フリントストーン」の実写映画版である『フリントストーン/モダン石器時代』をモチーフとしたキャラクター（俳優）とテーマソングがホンダ・キャパのTVCMに起用されていた。

#### 海外のアニメ作品
カートゥーン ネットワークでの放送にあたり、地上波未放送エピソードの追加や原語に合わせた番組タイトルやキャラクター名の変更、それらに伴う新たな吹き替え作業が行われた作品もある。しかし地上波での放送の際に日本で独自に作られた主題歌は権利問題により放送されない場合もある。
また、アメリカでは現地の年齢制限にして18歳以上対象のアニメを放映する「Adult Swim」（アダルトスイム）ゾーンがある。この枠は南米・豪州には進出しているが、日本ではMax（U-NEXT内）にて進出している。

#### 日本のアニメ作品
1999年から2000年初頭までに日本制作（国産）のアニメ番組の放送は殆ど終了したが、葦プロダクションの作品だけは2002年度まで長期に渡り放送が継続された。しかし決して優遇されていたというわけではなく、一部の作品ではアイキャッチや番組宣伝CMが制作されないまま放送が行われたり、広告チラシに葦プロダクション作品の掲載がされたものの実際の放送が遅れるなどといった問題点が見受けられ、むしろ軽視している印象を視聴者に与えていた（実際、局制作のアイキャッチには「日本的アニメのヒーローが叫んでいるシーンを見て、苦虫をかみつぶした表情をするジェットソン」が登場するものが存在する）。しかし2021年ごろから深夜枠で日本製アニメ作品を占める割合が急激に上昇したため、番組内の日本アニメと海外アニメの比率は変動しつつある。
2000年以降はアニメ制作の受託でワーナーとの関係が深い東京ムービーや、海外作品の日本語版を制作している東北新社の他、タツノコプロ・アニプレックス（アニマックスとは兄弟会社）・タカラモバイルエンタテインメントの作品も放送されている。ただし放送形態については次回予告がカットされたり、アイキャッチが局制作の物に差し替えられることがほとんどである。特に日本のアニメと海外のアニメは放映後のバンパーを挟む余尺に大幅な差があることも原因である。（原則としては、海外のアニメの方が余尺が長くなる傾向にある。）
さらには最終回を待たずに放送が打ち切られた番組があったことから一部で批判があった。ただしカートゥーン ネットワークは月単位で番組を代える方式のため、放送月中は何度も繰り返し放送し、放送月が終了すると話の途中でも放送を打ち切るので、これは日本製アニメに限らない話である。
2005年にはProduction I.Gと共同でSFアニメ『IGPX』の制作を行い、将来的には日本のアニメ制作会社と組んで同局発のオリジナルアニメを継続的に制作していきたいという意向が表明された。
2017年7月より『スクールランブル』の放送を開始。2018〜2021年にかけて『うたの☆プリンスさまっ♪』シリーズや『アイドリッシュセブン』といった女性向けのアイドルアニメを放送。2023年までは『鋼の錬金術師』『DEATH NOTE』といった作品やワーナー ブラザース ジャパン制作のアニメを放送している。
2025年現在は『ケロロ軍曹』、『SUPER SHIRO』、『異世界スーサイド・スクワッド』、『食戟のソーマ』シリーズ、『GATE 自衛隊 彼の地にて、斯く戦えり』、『斉木楠雄のΨ難』の6作を放送することで留まっている。

### 番組宣伝ナレーター
過去の担当者
- 山川亜弥（番組宣伝、番組予告、2005年12月31日まで）
- 阪口大助（番組宣伝、番組予告、2005年12月31日まで）
- 野田圭一（番組宣伝、番組予告（サムライジャック）、2005年12月31日まで）
- 斉木美帆（番組宣伝、番組予告、2009年3月31日まで）
- 西脇保（番組宣伝、番組予告、2017年8月31日まで）
- 戸谷公次（TOONAMI）
- 中江真司（いろはにほへトゥーン）
- 屋良有作（カートゥーン シアター（旧名称：カートゥーン ネットワーク シアター）、2009年3月31日まで）
- 小野友樹（6時でSHOW）
- 柴田創一郎（番組宣伝、番組予告、毎月のお勧め番組）

現在の担当者
- 松原大典（番組宣伝、番組予告、毎月のお勧め番組）
- 小松由佳（番組予告、番組宣伝）

### シンボルマーク

初代 1997年9月1日 - 2005年12月31日
2代目 2006年1月1日 - 2011年9月30日
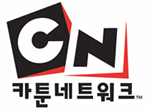
韓国語表記2代目 2006年9月19日 - 2011年9月30日
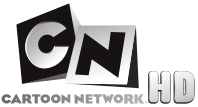
HD初代 2007年 - 2009年
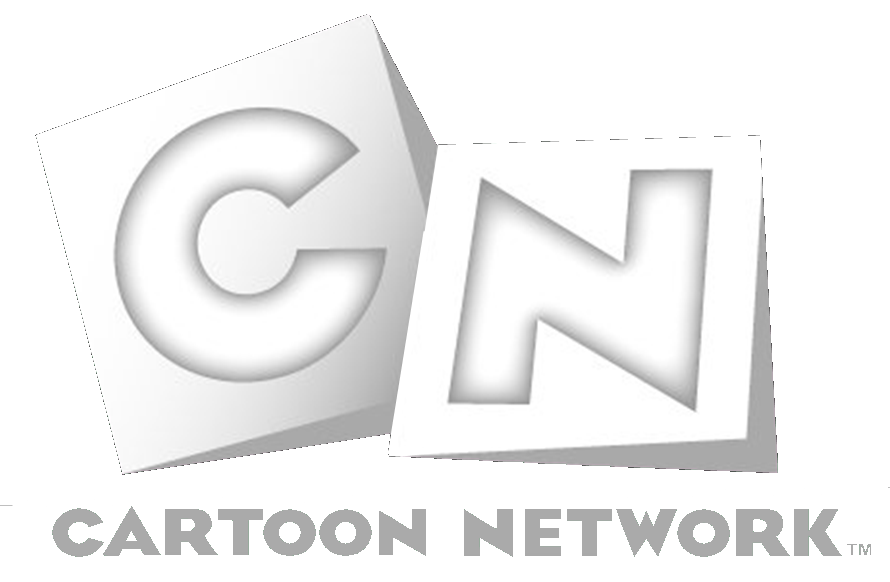
アジア以外3代目 2008年 - 2011年9月30日
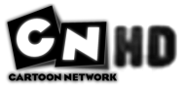
HD2代目 2009年 - 2011年9月30日
アジア以外4代目 アジア3代目 2011年10月1日 - 現在
初代ロゴを復活した仕様 2011年10月1日 - 現在
HD3代目 2011年10月1日 - 現在
アジアHD2代目 2011年10月1日 - 現在
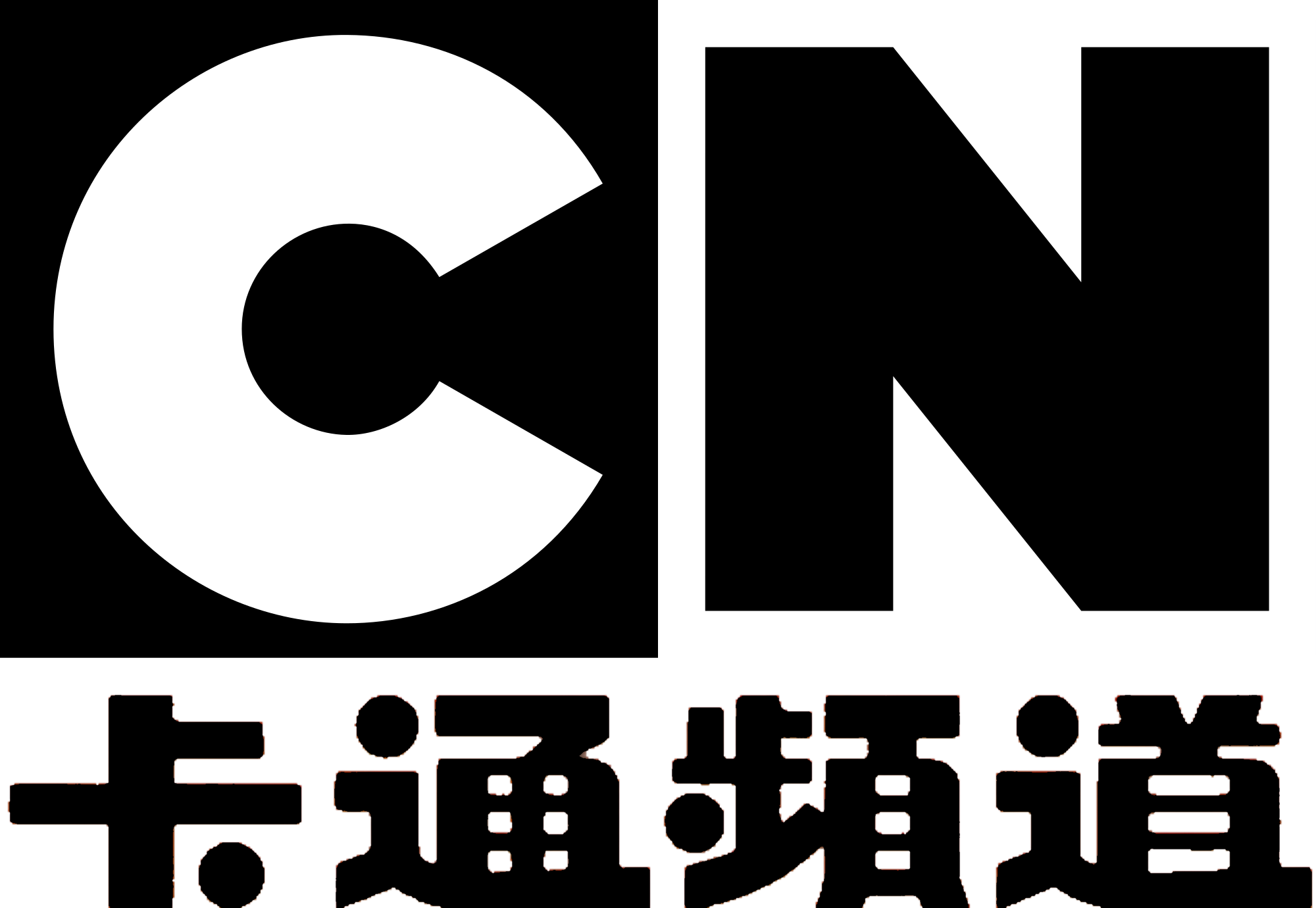
中国語表記3代目 2011年10月1日 - 現在

### ウォーターマーク
番組放送中は画面右上にチャンネルロゴのチャンネルロゴ表示が表示される。以前は作品のオープニングが流れた後の本編部分のみ表示されたが、その後は番組全編に亘り表示されるようになった。かつては正月やハロウィーン、クリスマスなど、季節に併せてウォーターマークの色などが変わることがあった。

### カートゥーン モバイル TV
カートゥーン ネットワークが運営しているi-mode上の有料動画配信公式サイトで、2008年11月17日よりカートゥーン モバイル TVでサービス開始されていた。2021年現在はサービスを終了。
配信されていた作品の大半は、カートゥーン ネットワーク オリジナル作品である。また、日本で放送される前の作品がカートゥーン モバイル TVで先行配信されることがある（『クラスメイトはモンキー』なども先行配信されていた。）
カートゥーン モバイル TVでは、キャッチアップストリーミング機能がある。これは、番組編成の時間の途中からでも番組を最初から視聴できるというものである（例：20:15に番組にアクセスした場合、20:00から始まる番組を最初から視聴できる）。
アクセスはi-mode対応機種のみとなっている。

## タイムスケジュール（日本）

### 現在の放送ゾーン

カートゥニート　ロゴマーク

カートゥーンナイト（CN NITE）
2021年7月5日より開設された、日本アニメ作品、ワーナー・ブラザース作品、カートゥーン ネットワーク オリジナル作品を夜から深夜の時間帯にかけて放送するゾーン。
月〜金曜日 13:00〜13:30・21:00〜3:00・4:00〜6:00、土・日曜日 21:00〜6:00（月〜金曜日 10:00〜12:00、日曜日 14:00〜16:00・19:00〜21:00）
カートゥニート（CARTOONITO）
2022年3月1日より開設された、主に未就学児とその保護者に向けた編成枠。
月〜金曜日 8:00〜9:30、土・日曜日 6:00〜7:30

SOUND CHECK
チャンネルオリジナルのミュージック・ビデオを放映する。一部のMVは日本オリジナルのものが存在する。2005年12月以前は『Groovies』、2011年9月以前は『Cartoon Tunes』という名称であった。現在は、主に空き時間に、放映されていることが多い。

### 過去の放送ゾーン
CARTOON CARTOONS
1998年に開設された、カートゥーン ネットワーク オリジナル作品を放送するゾーン。主な制作はハンナ・バーベラ・プロダクション、および同社の権利を継承したCARTOON NETWORK STUDIOS。
ゾーン作品第1弾は「デクスターズラボ」で以降「パワーパフガールズ」「フォスターズ・ホーム」など同局の看板番組となる作品群が放送された。
不定期に「ホワット・ア・カートゥーン!」（後にThe CARTOON CARTOON Show）と呼ばれる特別枠が設けられ、同ゾーン向けの日本未公開作品の先行放送などが行われた。
2006年のリニューアルの際にゾーンとしては廃止され、以降は特別編成時の穴埋めとして旧ゾーン作品の短編エピソードを放送するフィラー枠の番組名となっている。
ゾーンとしては廃止されたものの、2016年頃まで長らくオープニングテーマのアウトロがカートゥーン ネットワーク・プロダクションズのエンドロゴに使われていた。米国では2021年にリブート版の短編放送ゾーンが「Cartoon Cartoons」の名称で復活したことがあるが、2024年に終了し、未放送のものも含め短編は再放送されず、短編の版権をワーナー以外に譲渡されることもないことが確定している。
TOONAMI
2002年に開設された男児向けヒーロー作品に特化したゾーン。
「バットマン」「ジャスティス・リーグ」などワーナー・ブラザース作品を中心に、CARTOON NETWORK STUDIOS第1号作品「サムライジャック」や日本産の男児向けアニメが放送された。2009年のチャンネルリニューアルに伴いゾーン廃止。海外では2012年ごろに放送枠が復活している。
ぐるり!ワールドツアー
毎月世界中のアニメからその国のアニメを選んで放送する月1回のコーナー。
デカニメ
6時でSHOW
2010年9月1日より開設された、短編アニメ放送ゾーン。
原則、毎週月曜〜金曜の18時〜19時に放送されるが、特別編成による中止または放送時間が変更される場合がある。
CARTOON MIDNIGHT
2006年6月9日より開設された、アート性の強いコンテンツをラインナップしたマニア向けゾーン。
プレミアム サンデー
2014年1月5日から同年12月28日までスタートした新エピソードを1時間放送するゾーン。毎週日曜日の、ポップコーンと同じ時間帯で放送された。
BOOMERANG
60〜70年代に制作された海外（ハンナ・バーベラ・プロダクション制作）および日本産アニメ（手塚治虫原作アニメ）など懐かしのアニメ作品を放送するゾーン。2015年12月29日で廃止された。その後、2018〜2022年にdTVチャンネルで復活したが再び終了した。
2024年7月2日にはパラマウントが運営する子供向けチャンネルのNogginが終了したことに倣い、ワーナー・ブラザース・ディスカバリーもBoomerangを2024年9月30日にストリーミング配信を打ち切ることが判明した。ただしCATV向け放送チャンネルは続行中である。
大人もカートゥーン！（大人も楽しめる！）
2016年1月4日にスタート。
以前のBOOMERANG枠で放送されていた作品やバッグス・バニー ショーやトムとジェリー、ミスター・ビーンを放送するゾーン。
POPCORN（ポップコーン）（旧カートゥーン シアター）
海外と日本の長編アニメ及び実写作品を放送するゾーン。前身は「カートゥーン シアター」で、2009年4月4日にゾーン名を改題。インドやオーストラリアでも同名同フォーマットの長編枠が放送されていた。
毎週土曜日・日曜日の朝（10時〜）と夜（19時〜）に放送されていたが、2015年1月より、土曜日は朝（10時〜）と金曜日は夜（19時〜）に放送され、2015年11月より、毎週土曜日（10時〜）から毎週水曜日（22時〜）に変更し、2016年1月より、毎週の時間帯が廃止され、「ポップコーン・スペシャル」は随時放送のみとなり、2017年現在はゾーン名としての使用は廃止されている。まれに随時放送では（例えば平日夜19時〜）「ポップコーン・スペシャル」と題して5夜連続などする場合がある（トムとジェリーの映画など）。
ゾーン名の由来は、映画館の定番であるポップコーンから。
カートゥーン 9と！
2017年1月2日にスタート。旬でおススメな番組をランダムで楽しめる1時間で放送するゾーン。2017年5月31日で廃止された。
小さなお子さまにおススメ！（お子さま/様におススメ！）
海外の幼児向けアニメを放送する親子向けゾーン。
2003年9月1日に「ピぽらぺポら」の名称で開設され、以降「ショート・ストーリーズ」（2009年10月1日〜2013年3月31日）、「CARTOONITO（カートゥーン ニト）」（2013年4月1日〜2014年8月31日）、「小さなお子さまにおススメ！」（2014年9月1日〜2018年3月31日）と改題を重ねた。
他局の幼児向けゾーンに追随する形で設けられた、日本のカートゥーン ネットワーク独自のゾーンでもある。
カートゥーン大好き リクエストアワー
毎月寄せられたリクエストの中から、一番多かった作品翌々月のリクエストアワー（毎週日曜の深夜（2時〜4時））に放映する。毎月の途中経過やオンエア作品はカートゥーン ネットワーク公式Twitterアカウントで発表する。リクエスト受付は2020年1月6日にスタートし、同年10月31日に終了した。同年12月21日の放送をもって一旦終了した。
2024年8月22日以降は、Twitter（X）などでリクエストを募集する形で、旧作のYouTubeへのアップロードを期間限定で公開する形でリクエスト公開が復活した。
カートゥーン エクスプレス
初登場の新作や、人気シリーズの日本初エピソードを放送。
2015年1月11日、『プレミアム サンデー』から改題する形でスタート。
2021年2月27日に終了した。

## 主な参加作品
2000年代
- IGPX（2005年、企画・原作・製作）[注 10]
- 出ましたっ!パワパフガールズZ（2006年、企画）

## 放送中の作品一覧

### 海外アニメ

#### カートゥーン ネットワーク オリジナル作品
- おかしなガムボール
- おっはよー!アンクル・グランパ
- サマーキャンプ・アイランド
- スティーブン・ユニバース
- パワーパフガールズ[注 11]
- ぼくらベアベアーズ
  - ぼくらベビーベアーズ
- ランプート
- レギュラーSHOW〜コリない2人〜

#### ハンナ・バーベラ作品
- ジェリーストーン!
- チキチキマシン猛レース
  - スカイキッドブラック魔王
  - チキチキマシン猛レース!

#### MGM・ワーナー・ブラザース作品
- アドベンチャー・ウィズ・スーパーマン
- ジャスティス・リーグ
  - ヤング・ジャスティス
  - ティーン・タイタンズGO!
  - バットウィール
- トムとジェリー
  - トムとジェリー テイルズ
  - トムとジェリー ショー
  - Tom and Jerry
- ルーニー・テューンズ・ショー
  - バッグス! ルーニー・テューンズ・プロダクション（新 ルーニー・テューンズ）
  - ルーニー・テューンズ・カートゥーンズ
  - バッグス・バニー ビルダーズ
  - タイニー・トゥーンズのハチャメチャ学園

#### その他作品
- グリジーとレミングス
- タフィだニャン?
- バーニーの世界
- メカアマト
- ロングのゆかいなレストラン

### カートゥニート
- トムとジェリーキッズ
- ピングー in ザ・シティ
- ぼくはクモのルーカス（英語版）
- マッシュマッシュとなかまたち
- モンチッチ
- ゆかいなカバ ハポスたち

### 日本制作アニメ
2025年現在。
- 異世界スーサイド・スクワッド[12]（初回全話一挙放送）
- 斉木楠雄のΨ難
- GATE 自衛隊 彼の地にて、斯く戦えり（2024年12月2日から放送中）
- ケロロ軍曹（2019年12月2日から放送中）
- 食戟のソーマ（2024年10月14日から放送中）
  - 食戟のソーマ 弐ノ皿
  - 食戟のソーマ 弐ノ皿 OAD
  - 食戟のソーマ 餐ノ皿
  - 食戟のソーマ 餐ノ皿 遠月列車篇
  - 食戟のソーマ 餐ノ皿 OAD
- SUPER SHIRO

## 過去に放送されたアニメ及び休止中のアニメ作品一覧

### 海外アニメ
現在休止している作品。ただし、一部作品についてはカートゥーン ネットワーク日本公式YouTubeチャンネルで公開されている。開局当初から東北新社がカートゥーン ネットワーク配給絡みで数々の海外アニメの録音制作を担当しているが（一部を除く）、2005年からはHALF H・P STUDIO、グロービジョン、ブロードメディア・スタジオなどが参加するようになった。再放送作品の中には、千代田プロダクション（高桑慎一郎演出作品も含む）が担当した作品もあるが、中にはかつては東北新社が制作した『新弱虫クルッパー』やそれとは別会社によって制作された『弱虫クルッパー』をここで再放送したこともある。『トムとジェリー』シリーズにおいてはビデオソフト版を使用しており、トランスグローバルが制作した日本語吹き替え版を使用していない。

#### カートゥーン ネットワーク オリジナル作品
| 放送作品                                       | 放送開始日     | 放送終了日     | 備考                                           | 公式YouTubeにての配信 |
| ---------------------------------------------- | -------------- | -------------- | ---------------------------------------------- | --------------------- |
| エド エッド エディ                             | 1999年1月4日   | 2009年11月8日  | 同局のオリジナルアニメでは最も長く放送された。 | ◯                     |
| エリオット・フロム・アース                     | 2021年10月24日 | ?              |                                                |                       |
| OK K.O.! めざせヒーロー                        | 2018年7月1日   | 2019年11月17日 |                                                |                       |
| オーバー・ザ・ガーデンウォール                 | 2016年2月11日  | ?              | 15分枠                                         |                       |
| おくびょうなカーレッジくん                     | 2001年1月2日   | 2003年6月5日   |                                                | ◯                     |
| おくびょうなカーレッジくん（リマスター版）     | 2016年         | ?              |                                                |                       |
| カード・バトルZERO                             | 2015年10月25日 | ?              |                                                |                       |
| カウ&チキン                                    | 1998年         | 2001年         |                                                |                       |
| キャンプ・ラズロ                               | 2008年         | ?              |                                                |                       |
| クラス・オブ・ミュージック!                    | 2008年3月1日   | 2009年3月1日   |                                                |                       |
| クラスメイトはモンキー                         | 2009年12月5日  | ?              |                                                |                       |
| クランプ・ツインズ                             | 2003年6月23日  | 2004年1月28日  |                                                |                       |
| KND ハチャメチャ大作戦                         | 2004年9月4日   | 2008年9月2日   |                                                | ◯                     |
| サムライジャック                               | 2002年4月7日   | ?              | 深夜帯に不定期に放送中。                       |                       |
| サムライジャック（リマスター版）               | 2021年1月15日  | ?              |                                                |                       |
| ジェネレーター・レックス                       | 2011年7月4日   | 2011年9月24日  |                                                |                       |
| ジョニー・ブラボー                             | 1999年10月     | ?              |                                                | ◯                     |
| チャウダー                                     | 2010年1月24日  | 2013年6月15日  |                                                | ◯                     |
| デクスターズラボ                               | 1998年10月     | ?              |                                                | ◯                     |
| ハイ!ハイ! パフィー・アミユミ                  | 2006年1月      | ?              | 2005年4月3日に先行放送。                       |                       |
| パワーパフガールズ                             | 2001年10月5日  | 2004年10月10日 |                                                |                       |
| パワーパフガールズ（リマスター版）（地上波版） | 2016年1月4日   | 2016年3月31日  |                                                | ◯                     |
| パワーパフ ガールズ（15分枠）                  | 2016年4月9日   | 2023年5月31日  |                                                |                       |
| ビクター&バレンティノ                          | 2019年9月2日   | ?              |                                                |                       |
| ビリー&マンディ                                | 2003年8月2日   | 2009年4月12日  |                                                |                       |
| フォスターズ・ホーム                           | 2005年10月30日 | 2010年3月6日   |                                                | ◯                     |
| ベン10                                         | 2007年9月13日  | 2009年7月19日  |                                                |                       |
| ベン10 エイリアン・フォース                    | 2009年11月7日  | 2010年10月10日 |                                                |                       |
| ベン10 アルティメット・エイリアン              | 2011年4月9日   | 2013年1月19日  |                                                |                       |
| ベン10 オムニバース                            | 2013年5月17日  | 2015年10月10日 |                                                |                       |
| ベン:10（15分枠）                              | 2016年10月9日  | ?              |                                                |                       |
| ぼくはクラレンス!                              | 2015年3月8日   | ?              |                                                |                       |
| マイティ・マジソード                           | 2017年7月2日   | ?              |                                                |                       |
| マオマオ ピュアハートのヒーロー                | 2020年4月5日   | 2022年2月22日  |                                                |                       |
| モンスター・ビーチ                             | ?              | ?              |                                                |                       |
| アドベンチャー・タイム                         | 2010年5月6日   | 2019年10月19日 | 1月7日から#1より夜20:00から放送                | ◯                     |

#### ハンナ・バーベラ作品
厳密にはハンナ・バーベラ作品にも分類できる『デクスターズラボ』『カウ&チキン』『ジョニー・ブラボー』『パワーパフガールズ』に関しては、#カートゥーン ネットワーク オリジナル作品の節を参照。
| 放送作品                                       | 放送開始日     | 放送終了日 | 備考             |
| ---------------------------------------------- | -------------- | ---------- | ---------------- |
| アダムス・ファミリー                           | 2004年10月25日 | ?          |                  |
| 宇宙怪人ゴースト                               | ?              | ?          |                  |
| 宇宙家族ジェットソン                           | ?              | ?          |                  |
| 宇宙忍者ゴームズ（ファンタスティック・フォー） | ?              | 2015年     |                  |
| 怪獣王ターガン                                 | ?              | ?          |                  |
| 怪力アント                                     | ?              | ?          |                  |
| キャプテン・プラネット                         | ?              | 2002年?    |                  |
| クマゴロー                                     | ?              | ?          |                  |
| 原始家族フリントストーン                       | ?              | ?          |                  |
| 科学少年J.Q                                    | ?              | ?          | ブーメランへ移動 |
| スーパースリー                                 | ?              | ?          |                  |
| 弱虫クルッパー（スクービードゥー）             | 1997年         | 1999年     |                  |
| スクービー&スクラッピードゥー                  | 2001年         | ?          | ブーメランへ移動 |
| ビー・クール スクービー・ドゥー!               | ?              | ?          |                  |
| 大魔王シャザーン                               | ?              | ?          |                  |
| 珍犬ハックル                                   | ?              | ?          |                  |
| 電子鳥人Uバード                                | ?              | ?          |                  |
| トゥーストゥーピッドドッグス                   | ?              | ?          |                  |
| ドボチョン一家の幽霊旅行                       | ?              | ?          |                  |
| ドラドラ子猫とチャカチャカ娘                   | ?              | ?          |                  |
| ドラ猫大将                                     | ?              | ?          |                  |
| 爆走バギー大レース                             | ?              | ?          |                  |
| 早撃ちマック                                   | ?              | ?          |                  |
| 秘密探偵クルクル                               | ?              | ?          |                  |
| 超秘密探偵クルクル                             | ?              | ?          |                  |
| ペネロッピー絶体絶命                           | ?              | ?          |                  |

#### MGM・ワーナー・ブラザース作品
| 放送作品                                         | 放送開始日     | 放送終了日    | 備考                   |
| ------------------------------------------------ | -------------- | ------------- | ---------------------- |
| アニマニアックス                                 | 1999年         | ?             | ブーメランへ移動       |
| ピンキー&ブレイン                                | 2000年7月24日  | 2004年7月     |                        |
| オジー&ドリックス                                | 2005年3月7日   | ?             |                        |
| カートゥーン クラシックス                        | 1990年代       | ?             | [ 注 12 ]              |
| テックス・アヴェリー・ショー                     | 不明           | ?             |                        |
| ドルーピーと仲間たち                             | 2019年10月1日  | ?             | [ 注 12 ]              |
| ◎バットマン                                      | 1990年代       | 2000年9月11日 |                        |
| ◎バットマン・ザ・フューチャー                    | 2002年2月8日   | 2002年8月21日 |                        |
| ◎ザ・バットマン                                  | 2005年8月23日  | 2009年        |                        |
| バットマン:ブレイブ&ボールド                     | 2009年10月1日  | 2011年7月3日  |                        |
| ◎スーパーマン                                    | 1999年7月18日  | 2004年1月4日  |                        |
| ◎ティーン・タイタンズ                            | 2004年11月22日 | ?             |                        |
| トムとジェリー ショート                          | 2021年11月3日  | ?             |                        |
| DCスーパーヒーロー・ガールズ                     | 2020年5月31日  |               |                        |
| ※バッグス・バニー ショー（ルーニー・テューンズ） | 1997年9月      | ?             |                        |
| タイニー・トゥーンズ                             | 1990年代       | 2003年7月11日 |                        |
| シルベスター&トゥイーティー ミステリー           | 1998年12月18日 | 1999年6月24日 |                        |
| ベビー・ルーニー・テューンズ                     | 2005年1月      | 2005年3月14日 |                        |
| ダック・ドジャース                               | 2004年5月3日   | 2005年1月29日 |                        |
| ピンクパンサー                                   | 不明           | ?             |                        |
| ※ピンクパンサー&パルズ                           | 2010年8月22日  | 2020年3月18日 |                        |
| プリンセス ユニキャット                          | 2018年6月3日   | 2020年8月15日 | 第41話を以って放送中断 |
| ムーチャ・ルーチャ!                              | 2004年3月22日  | 2005年2月19日 |                        |

#### その他作品
| 放送作品                                              | 放送開始日     | 放送終了日    | 備考                                           |
| ----------------------------------------------------- | -------------- | ------------- | ---------------------------------------------- |
| あぁ、レイモンド!                                     | ?              | ?             | 15分枠                                         |
| アトミック・ベティ                                    | 2006年冬       | ?             | ディズニー・チャンネルへ移動                   |
| アルビンとチップマンクス                              | ?              | ?             |                                                |
| アンジェラ・アナコンダ                                | ?              | ?             |                                                |
| アンダードッグ                                        | ?              | ?             |                                                |
| イソップ座へようこそ！                                | ?              | ?             | 15分枠                                         |
| ウォーターシップ・ダウンのうさぎたち                  | ?              | ?             |                                                |
| ウッディー・ウッドペッカー                            | 1990年代       | ?             |                                                |
| ウッディー・ウッドペッカーとゆかいな仲間たち          | 2003年         | ?             |                                                |
| オギー&コックローチ（1990年代版）                     | ?              | ?             |                                                |
| オギー&コックローチ（2010年代版）                     | ?              | ?             |                                                |
| ガーフィールドと仲間たち                              | ?              | ?             |                                                |
| ガズ〜ン                                              | ?              | ?             | CARTOON MIDNIGHTでも不定期放送。               |
| クィック＆フラプキー                                  | 1999年         | ?             |                                                |
| くまのパディントン                                    | ?              | ?             |                                                |
| グリジーとレミングス                                  | ?              | ?             |                                                |
| サッカーばあちゃん                                    | ?              | ?             |                                                |
| G.I.ジョー・エクストリーム                            | ?              | ?             |                                                |
| ◎シャドウレイダース                                   | ?              | ?             |                                                |
| しろくまベッコムが来た!                               | ?              | ?             | 15分枠                                         |
| スター・ウォーズ クローン大戦                         | 2003年11月10日 | 2005年5月29日 |                                                |
| スター・ウォーズ/クローン・ウォーズ                   | ?              | ?             | 全5シーズン、ディズニーXDへ移動                |
| スティーブン・スピルバーグのトゥーンシルバニア        | ?              | ?             |                                                |
| スパイダーマン                                        | 2004年7月5日   | 2008年3月     | トゥーン・ディズニー（現・ディズニーXD）へ移動 |
| スポーン                                              | 2002年         | ?             | [ 注 14 ]                                      |
| 声優 カメラ旅                                         | ?              | ?             |                                                |
| ぞうのババール                                        | ?              | ?             |                                                |
| 戦え!超ロボット生命体トランスフォーマー               | ?              | ?             |                                                |
| 戦え!超ロボット生命体トランスフォーマー2010           | ?              | ?             |                                                |
| トランスフォーマー ザ・ムービー                       | ?              | -             |                                                |
| ビーストウォーズ 超生命体トランスフォーマー           | ?              | ?             |                                                |
| ビーストウォーズメタルス 超生命体トランスフォーマー   | ?              | ?             |                                                |
| 超生命体トランスフォーマー ビーストウォーズリターンズ | ?              | ?             |                                                |
| トランスフォーマー アニメイテッド                     | ?              | ?             |                                                |
| 超ロボット生命体 トランスフォーマー プライム          | ?              | ?             |                                                |
| タンタンの冒険                                        | ?              | ?             |                                                |
| チャーリー・ブラウンとスヌーピー                      | ?              | ?             |                                                |
| PEANUTS スヌーピーショートアニメ                      | ?              | ?             | 10分枠                                         |
| テレサ アンナ ヘレナ 3つごのだいぼうけん \| ?         | ?              |               |                                                |
| トータリー・スパイズ!                                 | 2003年11月2日  | 2005年        | トゥーン・ディズニー（現・ディズニーXD）へ移動 |
| 動物園通り64番地                                      | ?              | ?             | ディズニージュニアへ移動                       |
| 長くつ下のピッピ                                      | ?              | ?             |                                                |
| ニンジャエクスプレス                                  | ?              | ?             |                                                |
| ネッズニュート                                        | ?              | ?             |                                                |
| のちのちペット                                        | ?              | ?             | 15分枠                                         |
| バービー ドリームハウスアドベンチャー                 | ?              | ?             |                                                |
| バービー ドリームハウスアドベンチャー2                | ?              | ?             |                                                |
| バービー ドリームトピア シリーズ                      | ?              | ?             |                                                |
| バックとバディ                                        | ?              | ?             |                                                |
| 春田花花幼稚園〜マクダルとマクマグ〜                  | ?              | ?             |                                                |
| ピーターラビットとなかまたち                          | ?              | ?             |                                                |
| ピーターラビットのだいぼうけん                        | ?              | ?             |                                                |
| ヒックとドラゴン〜バーク島の冒険〜                    | ?              | ?             |                                                |
| ヒックとドラゴン〜バーク島を守れ!〜                   | ?              | ?             |                                                |
| フィリックス・ザ・キャット                            | ?              | ?             |                                                |
| ブレイベスト・ウォリアーズ                            | ?              | ?             |                                                |
| ペット・エイリアン                                    | ?              | ?             |                                                |
| ホームムービーズ                                      | ?              | ?             |                                                |
| ポパイ                                                | ?              | ?             |                                                |
| マカ&ロニ                                             | ?              | ?             |                                                |
| マスク                                                | ?              | ?             |                                                |
| マドレーヌ                                            | ?              | ?             | [ 注 15 ]                                      |
| 新マドレーヌ                                          | ?              | ?             |                                                |
| マドレーヌといっしょに                                | 2004年11月8日  | ?             |                                                |
| ミスター・ビーン                                      | ?              | ?             | ブーメランへ移動                               |
| ミスター・ビーン 2                                    | ?              | ?             | 15分枠                                         |
| ミスター・ビーン 実写版                               | ?              | ?             |                                                |
| MR. MENショー                                         | ?              | ?             |                                                |
| MR.MENショー 2                                        | ?              | ?             |                                                |
| 無口なウサギ                                          | ?              | ?             |                                                |
| リトル ルル                                           | 2001年10月     | ?             |                                                |
| リブート                                              | ?              | ?             |                                                |
| ルビー・グルーム                                      | ?              | ?             |                                                |
| English Toops                                         | 1990年代       | ?             |                                                |

### 小さなお子さま向け番組
旧ゾーン名は「ピぽらぺポら」→「ショート・ストーリーズ」→「CARTOONITO （カートゥーン ニト）」→「小さなお子さまにおススメ！」。
■は日本制作作品。
- アンデルセン・ストーリーズ
- アントン
- うさぎのモフィ
- お助けキッズ！セイブアムス（ディズニージュニアへ移動）
- かたつむリンピック
- カペリート2
- きかせて! ピンキー ゆかいなお話
- きかんしゃトーマス（15分枠）（第20シリーズまで[注 16]）（2008年12月から）[注 17]
- キッパー
- ぎゅっして!Mumu
  - ぎゅっして!Mumu 2
- クリフォード
- クルテク〜もぐらくんと森の仲間たち〜
- クワックワオ！アヒルのこ
- こねこのピムとポム
- コロちゃんのぼうけん
- ■GON -ゴン-
- サーリ島のおはなし
- sheeep
- シンフォリーズ
- だいすき!マウス
- ダニーとダディ
- なかよしおばけ
- ノーキーとおともだち
  - ノーキーのふしぎなぼうけん
- ■はちぞうとジェイク・葉祥明ワールド
  - ■ぼくははちぞう
  - ■白い犬ジェイク
- パピよん&マミよん
- ハローキティのスタンプヴィレッジ
- ピングー
- ふしぎな赤い長ぐつ ウィリアムズ ウィッシュ ウェリントンズ
- フラニーズ・フィート（ディズニージュニアへ移動）
- ペコラ
- ペッパピッグ（テレビ東京及びディズニージュニアへ移動。なおCN版吹替とは別。）
- マシューせんせい 〜ゆかいなヒルトップ病院〜
- マメモ
- マノン
- ミオ&マオ シリーズ
- 実りの森のなかまたち
- ムーミン パペット・アニメーション
  - ムーミン パペットアニメーション（HDリマスター版）
- メイシー
- メグとモグ
- やんちゃなブルーノ
- Yoho ahoY
- リトルロボット（ディズニージュニアへ移動）

### 日本制作アニメ
☆はBOOMERANGで放送、◎はTOONAMIで放送、#はカートゥーンナイトで放送
- ああっ女神さまっ（劇場版のみ）
- ◎IGPX
- アイドリッシュセブン
- アイドル伝説えり子
- #青の祓魔師[注 18]
  - #青の祓魔師 京都不浄王篇
- あしたのジョー（2016年2月17日に、MONDO TVへ移動）
- あしたへフリーキック
- アタックNo.1
- アニメでじゅげむ
- #暗殺教室（第1期）[注 18]
  - #暗殺教室（第2期）[注 18]
- うたの☆プリンスさまっ♪ マジLOVE1000%
  - うたの☆プリンスさまっ♪ マジLOVE2000%
  - うたの☆プリンスさまっ♪ マジLOVEレボリューションズ
- 宇宙戦艦ヤマト
- ◎宇宙伝説ユリシーズ31
- ☆宇宙の騎士テッカマン
- ☆海のトリトン
- NG騎士ラムネ&40
  - VS騎士ラムネ&40炎
- F
- エクスドライバー（劇場版のみ）
- オー!マイキー 特別篇1、2（CARTOON MIDNIGHT）
- おねがい!サミアどん
- カードキャプターさくら（劇場版のみ）[注 19]
- ◎科学忍者隊ガッチャマン[注 20]
- Kawaii! JeNny
- 劇場版（アニメ映画）がんばれ!!タブチくん!!シリーズ
  - 第2弾 激闘ペナントレース
  - 初笑い第3弾 あゝツッパリ人生
- きこちゃんすまいる
- 機動警察パトレイバー
- キャプテン
- 恐竜冒険記ジュラトリッパー
- キョロちゃん
- ケシカスくん
- 攻殻機動隊 STAND ALONE COMPLEX
  - 攻殻機動隊 S.A.C. 2nd GIG
- ☆荒野の少年イサム
- ☆悟空の大冒険
- ごぞんじ!月光仮面くん
- さすがの猿飛
- ◎SAMURAI DEEPER KYO
- THE ビッグオー
- サンリオ男子
- #地獄少女（ディズニー・チャンネルへ移動）
  - #地獄少女 二籠（ディズニー・チャンネルへ移動）
  - #地獄少女 三鼎
- じゃりン子チエ
- ☆ジャングル大帝
- ジャンケンマン
- #終末のワルキューレ
- 新造人間キャシャーン
- ◎スクールランブル
  - ◎スクールランブル二学期
- スタミュ（ディズニー・チャンネルへ移動）
  - OVAスタミュ 1
  - OVAスタミュ 2
  - スタミュ（第2期）
  - #スタミュ（第3期）
  - ミュージカル「スタミュ」
  - ミュージカル「スタミュ」-2ndシーズン-
- ずっこけナイトドンデラマンチャ
- ◎スレイヤーズ
  - ◎スレイヤーズ NEXT
  - ◎スレイヤーズTRY
- 戦国魔神ゴーショーグン
- ゼンダマン
- それいけ!アンパンマン（劇場版のみ）[注 21]
- 逮捕しちゃうぞ
- タイムパトロール隊オタスケマン
- タイムボカン
- ダッシュ勝平
- 楽しいムーミン一家[注 22]
  - 楽しいムーミン一家 冒険日記
- ◎DAN DOH!!
- #ダンベル何キロ持てる?
- 出ましたっ!パワパフガールズZ[注 23]
- 超獣機神ダンクーガ
- 超・少年探偵団NEO
- #DEATH NOTE[注 18]
- 天才バカボン（2017年3月1日に、MONDO TVへ移動）
  - 元祖天才バカボン
  - 平成天才バカボン
  - レレレの天才バカボン
- 天地無用!
- 「でんぢゃらすじーさん」シリーズ
- #東京喰種トーキョーグール（2022年8月4日に、MONDO TVへ移動）
  - #東京喰種トーキョーグール√A[注 18]（2022年8月10日に、MONDO TVへ移動）
  - #東京喰種トーキョーグール:re（2022年8月16日に、MONDO TVへ移動）
  - #東京喰種トーキョーグール:re【最終章】（2022年8月22日に、MONDO TVへ移動）
- 特装機兵ドルバック
- ど根性ガエル
- とっても!ラッキーマン
- とむとじぇりーごっこ[注 24]
- ドラゴンクエスト
- #日常
- NINKU -忍空-（2020年8月17日に、キッズステーションへ移動）
- #鋼の錬金術師[注 18]
- ハクション大魔王（キッズステーションへ移動）
- はなかっぱ（キッズステーションへ移動。なおタイトルは「はなかっぱ第1期」。)
- 花田少年史（キッズステーションへ移動）
- 花の魔法使いマリーベル
- 破邪巨星Gダンガイオー
- ☆破裏拳ポリマー
- はれときどきぶた
- #HUNTER×HUNTER[注 18]
- 瞳のなかの少年 十五少年漂流記
- THE ビッグオー
- 秘密結社 鷹の爪
  - 秘密結社 鷹の爪 カウントダウン
  - 秘密結社 鷹の爪 NEO
  - 秘密結社 鷹の爪 EX
  - 秘密結社 鷹の爪 DO
- プリンプリン物語（連続人形劇）
- ぷるるんっ!しずくちゃん
- #文豪ストレイドッグス（ディズニー・チャンネルへ移動）
- ☆ポールのミラクル大作戦
- #ぼくのとなりに暗黒破壊神がいます。
- ぼのぼの（劇場版のみ）
- ポポロクロイス物語
- まめうしくん
- ☆マッハGoGoGo
  - マッハガール
- 魔法騎士レイアース
- マシンロボ ぶっちぎりバトルハッカーズ
- ◎魔探偵ロキRAGNAROK
- 魔法のエンジェルスイートミント
- 魔法のプリンセス ミンキーモモ
- みつばちマーヤの冒険
- みどりのマキバオー
- みゆき
- 六三四の剣
- 名犬ジョリィ
- #モブサイコ100[注 18]（ディズニー・チャンネルへ移動）
  - #モブサイコ100 II[注 18]（ディズニー・チャンネルへ移動）
  - #モブサイコ100 III（ディズニー・チャンネルへ移動）
    - #モブサイコ100 第一回霊とか相談所慰安旅行〜ココロ満たす癒やしの旅〜（ディズニー・チャンネルへ移動）
- ヤッターマン
- やなせたかしメルヘン劇場
- 弱虫ペダル Re:RIDE
  - 弱虫ペダル Re:ROAD
  - 弱虫ペダル SPARE BIKE
  - 弱虫ペダル RE:GENERATION
- ◎LAST EXILE
- らんま1/2
- ☆リボンの騎士
- ◎烈火の炎
- #ワンパンマン[注 18]

以下は日本のカートゥーン ネットワークでは一度も放送されていないが、海外のカートゥーン ネットワークでは放送されている日本制作のアニメ。
◆日本はキッズステーションで放送、▲日本はアニマックスで放送
- 赤ずきんチャチャ
- あずまんが大王
- アソボット戦記五九
- アニマル横町
- ◆イナズマイレブン
- うちゅう人 田中太郎
- おそ松くん（第2作）
- おねがいマイメロディ
- カードファイト!!ヴァンガード
- かいけつゾロリ
  - まじめにふまじめ かいけつゾロリ
- 怪盗ジョーカー
- 怪物くん
- かみさまみならい ヒミツのここたま
- カレイドスター
- きらりん☆レボリューション
- キン肉マンII世
- クラッシュギアNitro
- ▲ゲゲゲの鬼太郎（第4作）
- Cosmic Baton Girl コメットさん☆
- こどものおもちゃ
- 砂沙美☆魔法少女クラブ
- シュガシュガルーン
- しゅごキャラ!
- 出撃!マシンロボレスキュー
- ◎ジョジョの奇妙な冒険シリーズ
- 進撃の巨人
- 絶対可憐チルドレン
- ソードアート・オンラインシリーズ
- DAN DOH!!
- 中華一番!
- 月詠
- 鉄腕アトム
- デルトラ・クエスト
- ドラえもん
- ▲ドラゴンボールシリーズ
- トリコ
- ▲NARUTO -ナルト-
- ののちゃん
- バカ姉弟
- 妖逆門
- 爆丸バトルブローラーズ
- ぱにぽに
- 美少女戦士セーラームーン
- ビーダマンシリーズ
  - B-伝説! バトルビーダマン
  - B-伝説! バトルビーダマン 炎魂
  - 爆球Hit! クラッシュビーダマン
- ぷちぷり*ユーシィ
- ブルードラゴン
- ペンギンの問題
- 冒険遊記プラスターワールド
- ◆ポケットモンスターシリーズ[注 25]
- 魔法の天使クリィミーマミ
- 丸出だめ夫
- ▲名探偵コナン
- メタルファイト ベイブレード
- るろうに剣心 -明治剣客浪漫譚-
- わがまま☆フェアリー ミルモでポン!シリーズ

### 長編作品
旧ゾーン名は「カートゥーン シアター」→「POPCORN（ポップコーン）」。2023年現在はPOPCORNの名称は廃止されている。
■は日本制作作品、#はカートゥーンナイトでラインナップされている番組。
- アイアン・ジャイアント
- アルジュンの大冒険〜氷の蓮の謎〜
  - ■アルジュンの大冒険〜ドラゴンの戦士たち〜
  - ■アルジュンの大冒険〜神話の島へ〜
- アルプスの少女ハイジ ハイジとクララ編
  - アルプスの少女ハイジ アルムの山編
- ■#劇場版「暗殺教室」365日の時間
- アントブリー
- ■家なき子 劇場版
- 宇宙家族ジェットソンズ 劇場版
- エルモと毛布の大冒険
- オギー・ザ・ムービー：過去から未来へ！
- オーバー・ザ・ガーデンウォール
- おさるのジョージ
- おやゆび姫
- オレっちが主役！ビーストボーイ：ローンウルフ
- ■映画 怪物くん
- ■映画かいけつゾロリシリーズ
  - ■劇場版「まじめにふまじめかいけつゾロリ なぞのお宝大さくせん」
  - ■映画かいけつゾロリ だ・だ・だ・だいぼうけん!
  - ■映画かいけつゾロリ まもるぜ!きょうりゅうのたまご
  - ■映画かいけつゾロリ うちゅうの勇者たち
  - ■映画かいけつゾロリ ZZ（ダブルゼット）のひみつ
- カード・バトル ZERO:ヒロがやってきた！（EXCHANGE STUDENT ZERO 交換留学生 零）
- 映画きかんしゃトーマスシリーズ
  - きかんしゃトーマス 魔法の線路
  - きかんしゃトーマス みんなあつまれ!しゅっぱつしんこう
  - きかんしゃトーマス 伝説の英雄
  - 劇場版 きかんしゃトーマス ミスティアイランド レスキュー大作戦!!
  - 劇場版 きかんしゃトーマス ディーゼル10の逆襲
  - 劇場版 きかんしゃトーマス ブルーマウンテンの謎
  - 映画 きかんしゃトーマス キング・オブ・ザ・レイルウェイ トーマスと失われた王冠
  - 映画 きかんしゃトーマス 勇者とソドー島の怪物
  - きかんしゃトーマス トーマスのはじめて物語
  - きかんしゃトーマス 探せ!!謎の海賊船と失われた宝物
  - 映画 きかんしゃトーマス 走れ!世界のなかまたち
  - 映画きかんしゃトーマス とびだせ!友情の大冒険
  - 映画 きかんしゃトーマス Go!Go!地球まるごとアドベンチャー
  - がんばれ!!きかんしゃトーマス
- キリクと魔女
- ■銀河鉄道の夜（1985年版）
- ■銀河鉄道999
  - ■銀河鉄道999 エターナル・ファンタジー
  - ■さよなら銀河鉄道999 アンドロメダ終着駅
- ■超劇場版ケロロ軍曹[注 26]
  - ■超劇場版ケロロ軍曹2 深海のプリンセスであります!
  - ■超劇場版ケロロ軍曹3 ケロロ対ケロロ天空大決戦であります!
  - ■超劇場版ケロロ軍曹 撃侵ドラゴンウォリアーズであります!
  - ■超劇場版ケロロ軍曹 誕生!究極ケロロ 奇跡の時空島であります!!
- 映画原始家族フリントストーンシリーズ
  - 原始家族フリントストーン 吸血鬼ロッキュラとフランケンストーン
  - 原始家族フリントストーンのヤバ・ダバ・ドゥー
  - 原始家族フリントストーンのクリスマスキャロル
  - 原始家族フリントストーンのレッツ・ロカプルコ
  - フリントストーン/モダン石器時代
  - フリントストーン2/ビバ・ロック・ベガス
- ■こちら葛飾区亀有公園前派出所 THE MOVIE
  - ■こちら葛飾区亀有公園前派出所 THE MOVIE2 UFO襲来! トルネード大作戦!!
- コープスブライド
- コララインとボタンの魔女
- ゴンゾ宇宙に帰る
- サンタが街にやってくる
- 11ぴきのねこ
  - 11ぴきのねことあほうどり
- しろくまベッコムと空飛ぶマグカップ 〜小さなベベの大冒険〜
- #スティーブン・ユニバース:ザ・ムービー
- スピリット
- スペース・ジャム
- スワン・プリンセス/白鳥の湖
  - スワン・プリンセス2/魔王の城
  - スワン・プリンセス3/禁断の書
- ■世界名作劇場 完結版[注 27]
  - ■フランダースの犬
  - ■あらいぐまラスカル
  - ■ペリーヌ物語[注 28]
  - ■赤毛のアン
  - ■トム・ソーヤーの冒険
  - ■小公女セーラ
  - ■ピーターパンの冒険
  - ■私のあしながおじさん
  - ■七つの海のティコ
  - ■レ・ミゼラブル 少女コゼット
  - ■こんにちは アン 〜Before Green Gables
- ■セロ弾きのゴーシュ（1982年版）
- ■劇場版 TIGER & BUNNY -The Beginning-
  - ■劇場版 TIGER & BUNNY -The Rising-
- タイニー・トゥーンズの夏休み
- ■宝島 劇場版
- ■劇場用映画ちびまる子ちゃん 大野君と杉山君（キッズステーションへ移動。なおCN版タイトルとは別。）
  - ■劇場用映画ちびまる子ちゃん わたしの好きな歌（キッズステーションへ移動。なおCN版タイトルとは別。）
  - ■映画 ちびまる子ちゃん イタリアから来た少年（キッズステーションへ移動。なおCN版タイトルとは別。）
- ■チョコレート・アンダーグラウンド〜ぼくらのチョコレート戦争〜
- ■秘密結社鷹の爪 THE MOVIEシリーズ
  - ■秘密結社鷹の爪 THE MOVIE 〜総統は二度死ぬ〜
  - ■秘密結社鷹の爪 THE MOVIE2 〜私を愛した黒烏龍茶〜
  - ■秘密結社鷹の爪 THE MOVIE3 〜http://鷹の爪.jpは永遠に〜
  - ■秘密結社鷹の爪 THE MOVIE4 〜カスペルスキーを持つ男〜
  - ■鷹の爪GO〜美しきエリエール消臭プラス〜
  - ■鷹の爪7〜女王陛下のジョブーブ〜
  - ■鷹の爪8〜吉田くんのX（バッテン）ファイル〜
- ティーン・タイタンズ 東京で大ピンチ!
- #デス・オブ・スーパーマン
- トゥイーティーのフライングアドベンチャー
- ドクター・スースのおはなし
- トビアスとライオンのアフリカ大冒険!
- とび☆うおーず
- 映画トムとジェリーシリーズ
  - トムとジェリーの大冒険
  - トムとジェリー魔法の指輪
  - トムとジェリー 火星へ行く
  - トムとジェリー ワイルドスピード
  - トムとジェリーの宝島
  - トムとジェリーのくるみ割り人形
  - トムとジェリー シャーロック・ホームズ
  - トムとジェリー オズの魔法使
  - トムとジェリー ロビンフッド
  - トムとジェリー ジャックと豆の木
  - トムとジェリーと迷子のドラゴン
  - トムとジェリー スパイ・クエスト
  - トムとジェリー すくえ！魔法の国オズ
  - トムとジェリー 夢のチョコレート工場
  - トムとジェリー カウボーイ・アップ!
  - トムとジェリー スノーマウスと雪の魔法
- ■映画ドラゴンボールシリーズ
  - ■ドラゴンボールZ 神と神
  - ■ドラゴンボールZ 復活の「F」
  - ■ドラゴンボール超 ブロリー
- ■NARUTO THE MOVIEシリーズ
  - ■劇場版 NARUTO -ナルト- 大活劇!雪姫忍法帖だってばよ!![注 29]
  - ■劇場版 NARUTO -ナルト- 大激突!幻の地底遺跡だってばよ[注 30]
  - ■劇場版 NARUTO -ナルト- 大興奮!みかづき島のアニマル騒動だってばよ[注 31]
  - ■劇場版 NARUTO -ナルト- 疾風伝 火の意志を継ぐ者[注 32]
  - ■ROAD TO NINJA -NARUTO THE MOVIE-[注 33]
  - ■THE LAST -NARUTO THE MOVIE-[注 34]
  - ■BORUTO -NARUTO THE MOVIE-[注 35]
- #ニンジャバットマン
  - #ニンジャバットマン対ヤクザリーグ
- ハットしてキャット
- バットマン（1989年版）[注 36]
- バットマン&ハーレイ・クイン
- バットマン&ロビン Mr.フリーズの逆襲[注 36]
- バットマン VS. ロビン
- バットマン: キリングジョーク
- バットマン・ザ・フューチャー 蘇ったジョーカー
- バットマン:ダークナイト・リターンズ Part 1・Part 2
- バットマン フォーエヴァー[注 36]
- バットマン/マスク・オブ・ファンタズム
- バットマン リターンズ[注 36]
- バービーシリーズ
  - バービーのくるみ割り人形
  - バービーのラプンツェル 魔法の絵ふでの物語
  - バービーの白鳥の湖
  - バービーの王女と村娘
  - バービーと妖精の国フェアリートピア
  - バービーとペガサスの魔法
  - バービーと人魚の国マーメディア
  - バービー プリンセス&ポップスター
  - バービーと伝説の馬
  - バービーのフェアリー・プリンセス
  - バービーと魔法のバレエシューズ
  - バービーのマーメード・プリンセス
  - バービー ドリームトピア
  - バービー イルカのマジック
  - バービー・プリンセス・アドベンチャー
  - バービーとチェルシー 消えた誕生日
- バルト
  - バルト 新たなる旅立ち
- パワーパフガールズ・ムービー
- ■パンダコパンダ
  - ■パンダコパンダ 雨ふりサーカスの巻
- ■劇場版 HUNTER×HUNTER 緋色の幻影
  - ■劇場版 HUNTER×HUNTER -The LAST MISSION-
- ■ピアノの森
- ■映画 ひみつのアッコちゃん
- ブレーメン4
- ペンギン物語〜きらきら石のゆくえ〜
- 映画ベン10シリーズ
  - ベン10:消えたアズマス
  - ベン10:時との戦い
  - ベン10:謎のチップを追え！
- ポーラー・エクスプレス
- ■冒険者たち ガンバと7匹のなかま
  - ■ガンバとカワウソの冒険
- ■マジック・ツリーハウス
- マペットめざせブロードウェイ!
- みにくいアヒルの子（1997年版）
- ■劇場版 名探偵ホームズ1&2
- ■#モブサイコ100 REIGEN ～知られざる奇跡の霊能力者～
- ■ヤッターマン
- ■ユニコ
  - ■ユニコ 魔法の島へ
- ■劇場版 弱虫ペダル
- Licca ふしぎな不思議なユーニア物語
  - リカちゃんの日曜日
- リトル・ニモ
- リ・アニメイテッド〜ジムのカートゥーン大冒険〜
- リトルフット
  - リトルフット 赤ちゃん恐竜の大冒険
  - リトルフット いんせきに気をつけろ
- ルーニー・テューンズ:バック・イン・アクション
- ルドルフ 赤鼻のトナカイ
- #レイン・オブ・ザ・スーパーメン
- LEGO(R)バットマン：ザ・ムービー ＜ヒーロー大集合＞
  - レゴ（R)スーパー・ヒーローズ：ねらわれたバットマン
  - LEGO スーパー・ヒーローズ:ジャスティス・リーグ〈クローンとの戦い〉
  - LEGO スーパー・ヒーローズ:ジャスティス・リーグ〈悪の軍団誕生〉
- レゴ(R)スクービー・ドゥー：お宝探しはホラーナイト！？
- ■劇場版ONE PIECEシリーズ
  - ■ONE PIECE FILM Z
  - ■ONE PIECE FILM GOLD
  - ■劇場版「ONE PIECE STAMPEDE」